# Tajgabuskblomfluga
Tajgabuskblomfluga (Parasyrphus proximus) är en tvåvingeart som beskrevs av Mutin 1991. Tajgabuskblomfluga ingår i släktet buskblomflugor, och familjen blomflugor. Arten är reproducerande i Sverige. Inga underarter finns listade i Catalogue of Life.